# Кубок Таїланду з футболу 2018
Кубок Таїланду з футболу 2018 — 26-й розіграш кубкового футбольного турніру в Таїланді. Титул вдруге поспіль здобув Чіанграй Юнайтед.

## Календар
| Раунд                 | Дата            | Матчі | Клуби   |
| --------------------- | --------------- | ----- | ------- |
| Кваліфікаційний раунд | 4 квітня 2018   | 28    | 92 → 64 |
| Перший раунд          | 27 червня 2018  | 32    | 64 → 32 |
| 1/16 фіналу           | 4 липня 2018    | 16    | 32 → 16 |
| 1/8 фіналу            | 25 липня 2018   | 8     | 16 → 8  |
| 1/4 фіналу            | 1 серпня 2018   | 4     | 8 → 4   |
| 1/2 фіналу            | 26 вересня 2018 | 2     | 4 → 2   |
| Фінал                 | 27 жовтня 2018  | 1     | 2 → 1   |

## 1/8 фіналу
| Команда 1                | Рахунок      | Команда 2           |
| ------------------------ | ------------ | ------------------- |
| 25 липня 2018            |              |                     |
| Нара Юнайтед (3)         | 1:0          | БГК (4)             |
| Трат (2)                 | 2:3          | Порт                |
| Наві (2)                 | 0:2          | Сісакет             |
| Кхонкен (2)              | 4:1          | Банкхай Юнайтед (4) |
| Чіанграй Юнайтед         | 0:0 пен. 5:4 | Муанг Тонг Юнайтед  |
| Накхонпатхом Юнайтед (4) | 1:2 дч       | Бурірам Юнайтед     |
| Ратчабурі                | 5:0          | Крабі (2)           |
| Чонбурі                  | 4:1          | Полісе Теро         |

## 1/4 фіналу
| Команда 1        | Рахунок | Команда 2        |
| ---------------- | ------- | ---------------- |
| 1 серпня 2018    |         |                  |
| Нара Юнайтед (3) | 0:5     | Чіанграй Юнайтед |
| Сісакет          | 4:3     | Кхонкен (2)      |
| Порт             | 1:3     | Бурірам Юнайтед  |
| Ратчабурі        | 1:0     | Чонбурі          |

## 1/2 фіналу
| Команда 1       | Рахунок | Команда 2        |
| --------------- | ------- | ---------------- |
| 26 вересня 2018 |         |                  |
| Ратчабурі       | 1:3 дч  | Чіанграй Юнайтед |
| Сісакет         | 1:2     | Бурірам Юнайтед  |

## Фінал
| 27 жовтня 2018 15:00 (EEST) |

| Чіанграй Юнайтед         | 3:2      | Бурірам Юнайтед               |
| ------------------------ | -------- | ----------------------------- |
| Білл 2', 43' (пен.), 72' | Протокол | Освальдо 25' Діого 52' (пен.) |

| Національний стадіон, Бангкок Глядачів: 17 540 Арбітр: Торпонг Сомсінг |